# Jérémy Bacchi
Pour les articles homonymes, voir Bacchi.
Jérémy Bacchi, né le 8 mars 1986 à Marseille, est un homme politique français. Il dirige la fédération du Parti communiste français (PCF) des Bouches-du-Rhône depuis septembre 2017. Il est élu sénateur en septembre 2020.

## Biographie
Né d’un père d’origine italienne et d’une mère kabyle, petit-fils d'un résistant de la Seconde Guerre mondiale[réf. souhaitée], Jérémy Bacchi grandit dans les quartiers nord de Marseille. Il adhère au PCF à l'âge de 15 ans. Élu secrétaire de section dans le 13e arrondissement à 18 ans, il devient le 7 septembre 2017 secrétaire départemental à la suite de Pierre Dharréville, élu député, de l'une des plus importantes fédérations communistes en nombre d'adhérents (environ 6 000) dans un département où Jean-Luc Mélenchon vient également d'être élu député.
En 2020, il est pressenti pour conduire une liste de large rassemblement aux municipales à Marseille dans les 13e et 14e arrondissements face au Rassemblement national (RN) sortant. Tête de liste du Printemps marseillais dans le 7e secteur de la ville, il arrive en troisième position au soir du premier tour avec 15,57 % des voix et annonce qu'il se retire « en appelant sans réserve à battre le RN lors du second tour », arrivé en tête dans ce secteur,.

### Carrière professionnelle
Jérémy Bacchi est assistant social de formation. Salarié de l'Association provençale d'aide familiale (Apaf), il y crée une section CGT. Responsable syndical, il organise la mobilisation contre la liquidation judiciaire de cette structure,. Son engagement syndical le conduit à intégrer le bureau de l’Union départementale CGT des Bouches-du-Rhône ; il le quitte lorsqu’il devient secrétaire départemental du PCF.

### Activités politiques

#### Responsabilités au sein du Parti communiste français (PCF)
Jérémy Bacchi est élu membre du conseil national du PCF lors du 36e congrès qui s’est tenu à Aubervilliers du 2 au 5 juin 2016,, alors secrétaire national du PCF.

#### Elections municipales de 2020 à Marseille
Jérémy Bacchi est candidat aux élections municipales de 2020 en menant la liste du Printemps marseillais dans le 7e secteur composé des 13e et 14e arrondissements. Arrivé en troisième position au premier tour avec 15,57% des suffrages exprimés, il fait le choix de ne pas maintenir sa liste au second tour pour empêcher le candidat du Rassemblement national, Stéphane Ravier, de remporter la mairie de secteur. Il est donc la seule tête de liste du Printemps marseillais à ne pas faire son entrée au conseil municipal de Marseille.

#### Sénateur des Bouches-du-Rhône
Il mène la liste d'union de la gauche et des écologistes dans les Bouches-du-Rhône aux élections sénatoriales de 2020 avec l'ancienne ministre Marie-Arlette Carlotti en deuxième position, et Guy Benarroche, secrétaire régional d'Europe Écologie les Verts en troisième position. Le 27 septembre 2020 la liste qu'il conduit fait jeu égal avec la droite en emportant 3 sièges de sénateurs.
Il est inscrit au groupe communiste, républicain, citoyen et écologiste (CRCE) au Sénat.

## Synthèse des résultats électoraux

### Élections municipales
Les résultats ci-dessous concernent uniquement les élections où il est tête de liste.
| Année | Liste | Liste  | Commune                   | 1er tour | 1er tour | 1er tour | 2d tour | 2d tour | 2d tour | Sièges obtenus | Sièges obtenus | Sièges obtenus |
| Année | Liste | Liste  | Commune                   | Voix     | %        | Rang     | Voix    | %       | Rang    | CS             | CM             | CC             |
| ----- | ----- | ------ | ------------------------- | -------- | -------- | -------- | ------- | ------- | ------- | -------------- | -------------- | -------------- |
| 2020  |       | PS-PCF | VIIe secteur de Marseille | 3 590    | 15,57    | 3e       | Retrait | Retrait | Retrait | Retrait        | Retrait        | Retrait        |

### Élections sénatoriales
Les résultats ci-dessous concernent uniquement les élections où il est tête de liste.
| Année | Liste | Liste           | Département      | Voix | %     | Rang | Sièges |
| ----- | ----- | --------------- | ---------------- | ---- | ----- | ---- | ------ |
| 2020  |       | PCF-PS-EÉLV-G·s | Bouches-du-Rhône | 987  | 28,68 | 2e   | 3 / 6  |